# Castanha

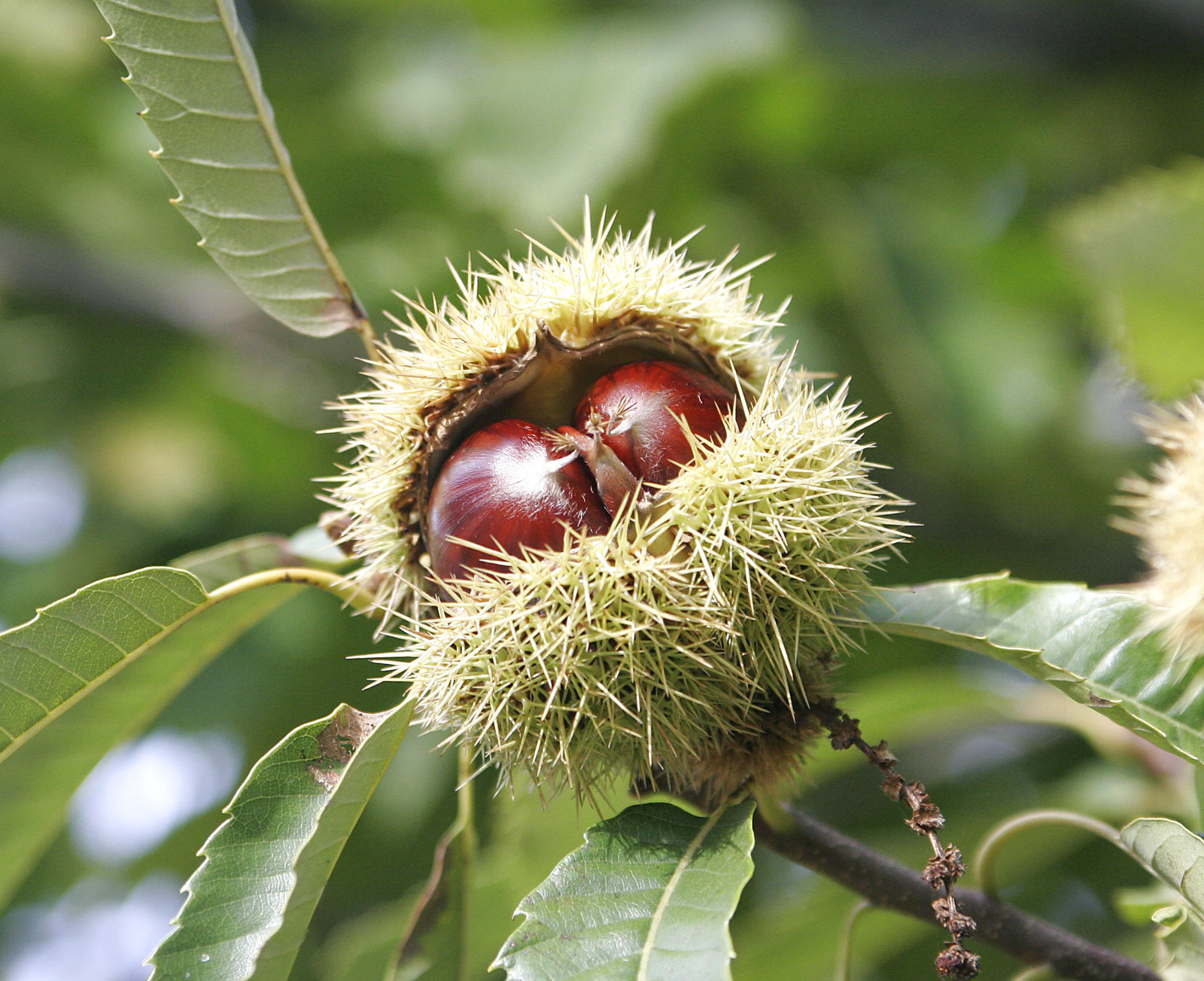
Ouriço de castanha.

As castanhas são os aquénios (geralmente três) do ouriço, o fruto capsular epinescente do castanheiro-da-europa (Castanea sativa).
Castanheiras são espécies do gênero castanea, esta qual possui ao menos 12 espécies. São árvores da família das fagaceae, decíduas e que podem atingir 30 metros de altura. Suas folhas são lanceoladas e com a borda serrilhada. 
Presume-se que a castanheira seja oriunda da Ásia Menor, Balcãs e Cáucaso, acompanhando a história da civilização ocidental há mais de 100 mil anos. A par com o pistácio, a castanha constituiu um importante contributo calórico ao homem pré-histórico que também a utilizou na alimentação dos animais.
Os gregos e os romanos colocavam castanhas em ânforas cheias de mel silvestre. Este conservava o alimento e impregnava-o com o seu sabor. Os romanos incluíam a castanha nos seus banquetes. Durante a Idade Média, nos mosteiros e abadias, monges e freiras utilizavam frequentemente as castanhas nas suas receitas. Por esta altura, a castanha, era moída, tendo-se tornado mesmo um dos principais farináceos da Europa.
Com o Renascimento, a gastronomia assume novo requinte, com novas fórmulas e confecções. Surge o marron glacé, passando de França para Espanha e daí, com as Invasões Francesas, chega a Portugal.
A castanha que comemos é, de facto, uma semente que surge no interior de um ouriço (o fruto do castanheiro). Mas, embora seja uma semente, como as nozes, tem muito menos gordura e muito mais amido (um hidrato de carbono), o que lhe dá outras possibilidades de uso na alimentação. As castanhas têm mesmo cerca do dobro da percentagem de amido das batatas. São também ricas em vitaminas C e B6 e uma boa fonte de potássio. Consideradas, actualmente, quase como uma “guloseima” de época, as castanhas, em tempo idos, constituíram um nutritivo complemento alimentar, substituindo o pão na ausência deste, quando os rigores e escassez do Inverno se instalavam. Cozidas, assadas ou transformadas em farinha, as castanhas sempre foram um alimento muito popular, cujo aproveitamento remonta à Pré-História.

## Características bioquímicas da castanha
Castanhas são frutos que quando colhidos contém 50% de sua massa em água. Nutricionalmente, elas são pobres em gordura (cerca de 1%) e relativamente pobres em aminoácidos (entre 4% a 7%) e fibras (entre 4% a 10%). Todavia, elas são ricas em açúcares simples (entre 20% a 30%) e em amidos (entre 50% a 60%). Verifica-se com ela um total de 250 calorias para cada 100 gramas de castanhas desidratadas.

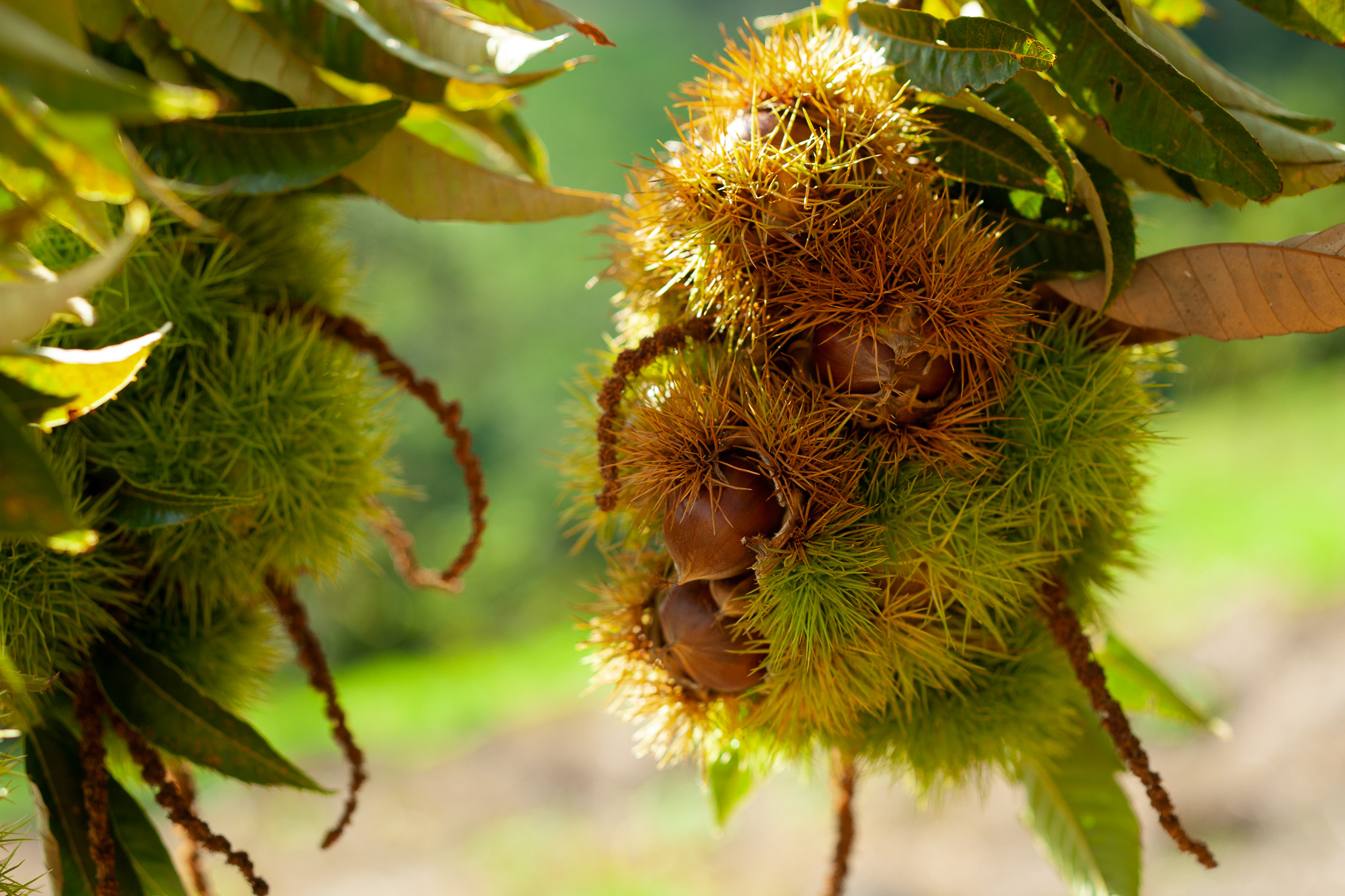
Ouriço de castanheira em árvore jovem.

## Produção agrícola
As castanheiras exigem ser cultivadas em solos de boa drenagem, textura média, e boa composição de matéria orgânica, A respeito dos íons hidrônios, o PH ótimo para as castanheiras estará entre 5,4 e 5,9 (entretanto o PH nunca acima de 6,5).
No Brasil as espécies agrícolas presentes são a castanea sativa e a castanea crenata. São muitas as variedades de ambas elas e a tendência a longo prazo é o predomínio das variedades mistas. Castanheiras são plantas que requerem iluminação direta do sol para estimular o ciclo reprodutivo. Um bosque ensolarado de castanheiras direcionadas para a produção de castanhas requererá o manejo de podas pois as partes do indivíduo que são mais iluminadas terão mais atração à seiva da planta e a circulação de seiva é sempre mais eficiente e rápida em ramos retos. Para a produção e colheita é interessante que os ramos ortotrópicos sejam reduzidos por via de poda, e que a planta direcione o seu xilema em direção a novos ramos plagiotrópicos para o estimulo ao crescimento horizontal da copada da árvore, que terá a sua forma ótima com um tronco de 1 metro ou 1,5 metros de altura, e a sua copada em formato de taça. Além deste cuidado com a arquitetura aérea das castanheiras, se faz necessário também a desbrota dos ramos e pequenos brotos que frequentemente surgem na base da castanheira.
Quando as castanheiras estão bem nutridas, saudáveis quanto aos patógenos que eventualmente podem acometê-las, estando elas com disponibilidade de água e temperatura sazonal ideal de ecossistemas temperados ou subtropicais, e se o bosque contar com o adensamento de indivíduos ótimo para a produtividade, poderão gerar uma produção de 7,5 toneladas de castanhas por hectare.

## Produção de castanha em Portugal
A produção de castanha em Portugal destaca-se uma lista de produtos com denominação de origem protegida que era composta, em 2012, por 4 referências:
- Zona de Produção da Castanha da Padrela[5]
- Zona de Produção da Castanha da Terra Fria[6]
- Zona de Produção da Castanha do Marvão-Portalegre[7]
- Zona de Produção da Castanha dos Soutos da Lapa[8]

A região da Padrela, situada entre Carrazedo de Montenegro, Vila Pouca de Aguiar e Chaves, tem a maior mancha contínua de soutos da Europa, produzindo mais de 12 mil toneladas de castanhas por ano.

O concelho de Vinhais é o maior produtor nacional de castanha, com uma produção média anual de 8 mil toneladas que movimentam 25 milhões de euros.
O concelho de Trancoso insere-se na Zona de Produção da Castanha dos "Soutos da Lapa - DOP/Denominação de Origem Protegida" onde pugnam as variedades de Martainha (cor castanha-clara) e a Longal (cor castanha-avermelhada e estrias longitudinais escuras).